# SHADOW CORPS〔e〕
『SHADOW CORPS[e]』（シャドウ コヲプス）は、妖精帝國の6枚目のアルバム。2015年8月5日にLantisから発売された。キャッチコピーは「新章・経始」。

## 概要

### コンセプト
「妖精帝國第参軍楽隊」というグループの正式名称における「軍」の力強さを前面に出しつつ、「闇」のニュアンスをベースに、ゾンビなどのファンタジックな世界観を融合させるのが本作のコンセプトであり、それぞれの歌詞が一つの物語になっているわけではない。収録楽曲は全編新曲。あらかじめ決められたテーマの下、楽器隊の出したデモから選曲し、アレンジする形で制作された。デモ楽曲は収録楽曲の3〜4倍はあるという。
本作の裏テーマとして、色々なバンドサウンドに取り組むということがあり、これまでは、作曲者が1人で曲作りを完結させることが多かったが、担当パートが自由にアレンジする余地を残して様々なアイデアを取り込むことで、以前にはなかった新しい道が見えたという。
これまでは、聴いていて楽しい、気分が盛り上がるような曲作りをしてきたが、本作はオーディエンスが一緒に盛り上がることを特に意識しているという。
本作についてゆいは、「ギター、ベース、ドラムスの基本的な楽器パートをすべて実際の演奏でレコーディングした初めての作品であり、その発表以前と以後でバンドの歴史が分けられるくらいの重要作。妖精帝國がゴシック・メタル・バンドとして新たに始動した作品と言える」と述べており、橘は「こうしたことがしたくて今のバンド体制にしたというのはある。本作では色々な新しいことに挑戦し、新しい妖精帝國の音を生み出せた満足感がある」と述べている。

### ボーカル
ボーカルについては新しいことをやるという考えがグループ全体にあり、ボーカルのゆいは、レコーディングではこれ以上暗くすれば歌詞が見えなくなるというくらい照明を落とし、自分の視界の余計な情報を削ぎ落とし、歌に集中するという方法で歌っており、感情のリミッターを上へも下へも外すことで、様々な歌い方ができたという。

### ギター
特に音のソリッドさを重視し、リフを重ねる部分は同じ人間のプレイでレコーディングすることが求められたため、ギターパートはほぼすべて紫煉が演奏している。橘が演奏しているのは、エフェクトを掛けて効果音のような役割をするパートのみだという。また、紫煉はギターソロを完全に作り込むことが好きではないため、構築されたものとインプロされたものが半々くらいの割合で収録されたという。

## 収録曲

### CD
1. Attack!!
作曲・編曲：橘尭葉
  - インスト。平和な街に、ゾンビの軍団が現れて大変なことになるという物語の序章[3]。
2. "D"chronicle
作詞：YUI　作曲：紫煉　編曲：紫煉、妖精帝國
  - 闇の象徴であるドラゴンと勇者未満の若者が登場。ギターソロとボーカルの掛け合いは、ドラゴンと勇者の戦いを表現している[3]。
3. 闇色corsage
作詞：YUI　作曲：橘尭葉　編曲：橘尭葉、妖精帝國
  - 闇の化身の少女がテーマ。「生むは光忌むは闇 光は病み闇を生む」というフレーズは、次の曲の作業から遡ってやり直したこだわりの部分だという[3]。
4. 白銀薔薇奇譚
作詞：YUI　作曲：Nanami　編曲：Nanami、妖精帝國
  - 少女の母親が死んで血が広がっていく様を薔薇に見立てている。Aメロでの歌詞の詰め込み具合に、ゆいも苦労したという[3]。
5. 残夜の獣
作詞：YUI　作曲：橘尭葉　編曲：橘尭葉、妖精帝國
  - メンバーがはまっていた「ワンナイト人狼」というカードゲームをイメージしてできた楽曲。ディミニッシュを多用したコードで重厚な怖さを表現しており、ギターソロではコンビネーション・オブ・ディミニッシュト・スケールを使ったタッピング・フレーズを乗せている[3][5]。
6. calvariae
作詞：YUI　作曲：紫煉　編曲：紫煉、妖精帝國
  - 頭蓋骨には人の苦しみや悲しみが記憶として残っているのではないかというテーマ。特にボーカルの感情が出るように工夫されている。ギターソロは、サックス奏者のジョン・コルトレーンと高崎晃の解放的なアプローチに影響されたことで[注 2][3]、フレットに囚われない前衛的ソロを目指したという。
7. Infection
作詞：YUI　作曲：Nanami　編曲：Nanami、妖精帝國
  - ゆいは『ウォーキング・デッド』を観た時、実はゾンビは楽しいのかもしれないと思い、詞を書き始めたという。掛け声は楽器隊メンバー、レコーディング・エンジニアといった現場の男性陣が参加している[3]。
8. 檄
作詞：YUI　作曲：紫煉、Gight　編曲：紫煉、Gight、橘尭葉、妖精帝國
  - 歌詞には、これまでの妖精帝國の楽曲のタイトルが組み込まれており[注 3]、臣民（ファン）とつながるための象徴となるような、式典（ライブ）を意識した楽曲[3]。橘がリフを作り、紫煉が枠組みを考え、Gightがメロディを乗せるというバンドらしい曲作りを初めて行っている[4]。
9. ancient moonlit battleground
作曲・編曲：妖精帝國
  - ギターインスト。静かな夜、戦士が過去の戦いに思いを巡らすイメージ。楽器隊全員のアイデアを組み合わせるように作られており、特にバンド感を意識したという[3][5]。また、ゆいは「これは私自身が望んでいた楽曲でもあった。式典ではどうしても臣民の視線を私が独り占めにしてしまいがちで、楽器陣にももっと目を向けてほしいという思いがあった。これによってもっと各メンバーの演奏にも注目が集まるようになってほしい」と述べている。
10. Shadow Corps
作詞：YUI　作曲：Nanami、橘尭葉　編曲：Nanami、妖精帝國
  - ゾンビの軍団がテーマ。闇とは見え方の問題であり、すべてが悪と決まったわけではない。ダークヒーローにもそれぞれ正義があるというイメージ。早い段階に作られた楽曲で、本作でのテクニカルな傾向の出発点にもなっている[3]。また、前作におけるライブツアーで録音された臣民たちの声を楽曲に反映させている[6]。
11. 体内時計都市オルロイ
作詞・作曲：J・A・シーザー　編曲：橘尭葉、妖精帝國
  - 『少女革命ウテナ』の挿入歌のカバー。楽曲を選択した理由は、妖精帝國がJ・A・シーザーから非常に影響を受けたことから、カバーすることでその偉大さを伝え、自分たちのルーツを示すためだという[5]。

### DVD
- Shadow Corps (Music Video)

## クレジット

### ミュージシャン
- Strings: クラッシャー木村ストリングス (#2,4,6)
- Chorus: 鈴木佐江子、山田洋子、大嶋吾郎、高尾直樹 (#2,3,11)

### レコーディング
- Recording Studio: SOUNDCREW STUDIO、Studio A-tone四谷、Studio Magic Garden
- Mastering Studio: パラサイト・マスタリング
- Recording Engineer: 内藤岳彦、秦正憲
- Mixing Engineer: 内藤岳彦
- Mastering Engineer: 滝口博達

### スタッフ
- Management: 安本信太郎 (Include Inc.)
- Executive Supervisor: 鬼頭洋平
- Production Coordinate: Lantis
- General Producer: 斎藤滋 (Lantis)
- Producer: 吉江輝成 (Lantis)
- A&R: 臼倉竜太郎 (Lantis)
- Photography: 小野寺廣信
- Styling: 三宅睦子
- Hair&make-up: 中島康平、松本江里子、竹内奈奈、深澤莉恵
- Art Direction & Design: 大浦祐介 (Unitegraphica)
- Design: 佐野夏記 (Unitegraphica)
- Creative Producer: 小島冬樹 (Lantis)
- Creative Management: 佐藤梨香 (Lantis)
- Sales Promotion Producer: 佐橋計 (Lantis)
- Sales Promotion: 秋山琢磨、唐川絢子、高田みつき、庄司夕紀 (以上Lantis)
- Product Coordination: 小池克実 (Lantis)
- Executive Producer: 伊藤善之 (Lantis)
- Special Thanks to: J・A・シーザー、松村和俊、サイバード、野口真吾、Boulevard、Steve Laity (EN Entertainment)、Dru Bastedo、内藤多真音

### ミュージック・ビデオ
- Producer: 石崎菜美子 (HATCH)
- Director: 青木亮 (logfilm)
- Cinematographer: ナカムラユーキ
- Lighting Director: 小野塚伸明 (dome)
- Art: 三枝晃子 (ART BREAKERS)
- Styling: 三宅睦子
- Hair&make-up: 松本江里子、竹内奈奈、深澤莉恵
- Nailist: Haruka (JOKKER)、キティママ (Nail Gossip)
- MA&EDIT: D&A MUSIC
- Production Assistant: 岡野裕太